# 丹内山神社
丹内山神社（たんないさんじんじゃ）は、岩手県花巻市東和町にある神社。本殿などが岩手県の有形文化財に指定されている。

## 祭神
- 多邇知比古神（たにちひこのかみ）
- 天之御中主神（あまのみなかぬしのかみ）
- 高御産日神（たかみむすびのかみ）
- 神御産日神（かみむすびのかみ）
- 宇麻阿志訶備比古遅神（うましあしかびひこぢのかみ）
- 夫之常立神八十八座

## 歴史
丹内山神社は、かつて大聖寺と呼ばれていたが、明治維新のときに神社となり現在の名に改めた。坂上田村麻呂東征の際に社殿を改築し、承和年間（834年〜848年）に釈日弘・堂を造り不動明王を安置したといわれる。源頼義、藤原清衡、安俵城小原氏、盛岡藩主・南部利敬らの信仰が篤かったとされる。

## 境内
本殿
桁行6.840m、梁間6.910m。木造、入母屋造、平入り、屋根銅板葺（もと茅葺）、縋破風の向拝が付く。厨子は流造、板葺で前面向拝部に軒唐破風を付ける。桁行三間、梁間三間の方三間堂。外壁には和・漢の故事、物語を主題とした彫刻、脇障子には唐獅子と随所に彫刻を施した装飾優位の建物となっている。建築年代は棟札から1810年（文化7年）とされる。1990年（平成2年）5月1日、岩手県の有形文化財に指定された。

## 文化財
以下が岩手県および花巻市の指定文化財となっている。

### 岩手県指定文化財（有形文化財）
- 本殿（附 厨子）
- 木造十一面観音立像
- 経塚出土品

### 岩手県指定文化財（記念物）
- 経塚

### 花巻市指定文化財（有形文化財）
- 一ノ鳥居
- 不動明王立像
- 擬宝珠
- 棟札

### 花巻市指定文化財（民俗文化財）
- 社風流神楽（みやぶりかぐら）

### 花巻市指定文化財（記念物）
- 付属建物及び境内
- 爺杉の根

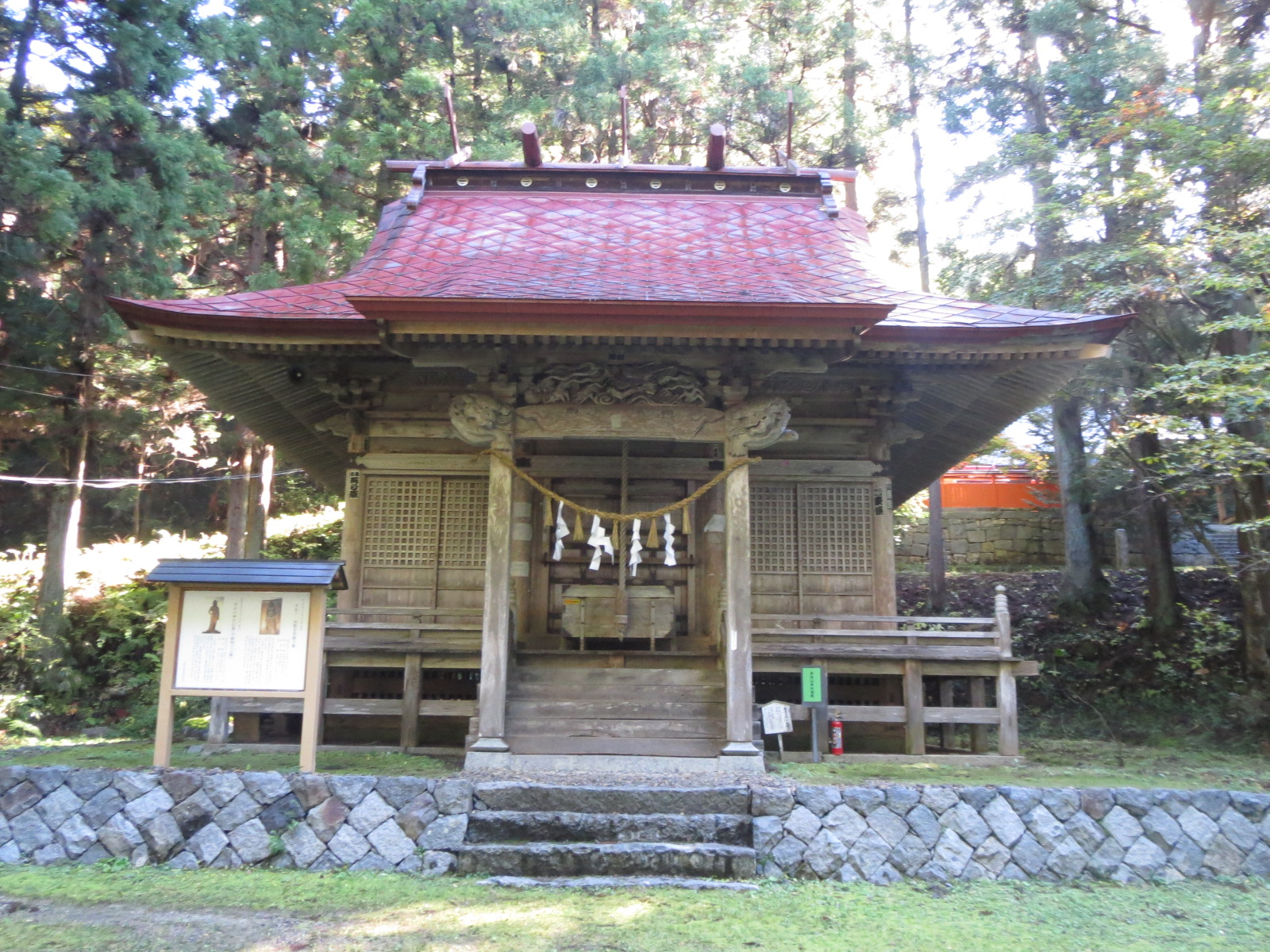
観音堂
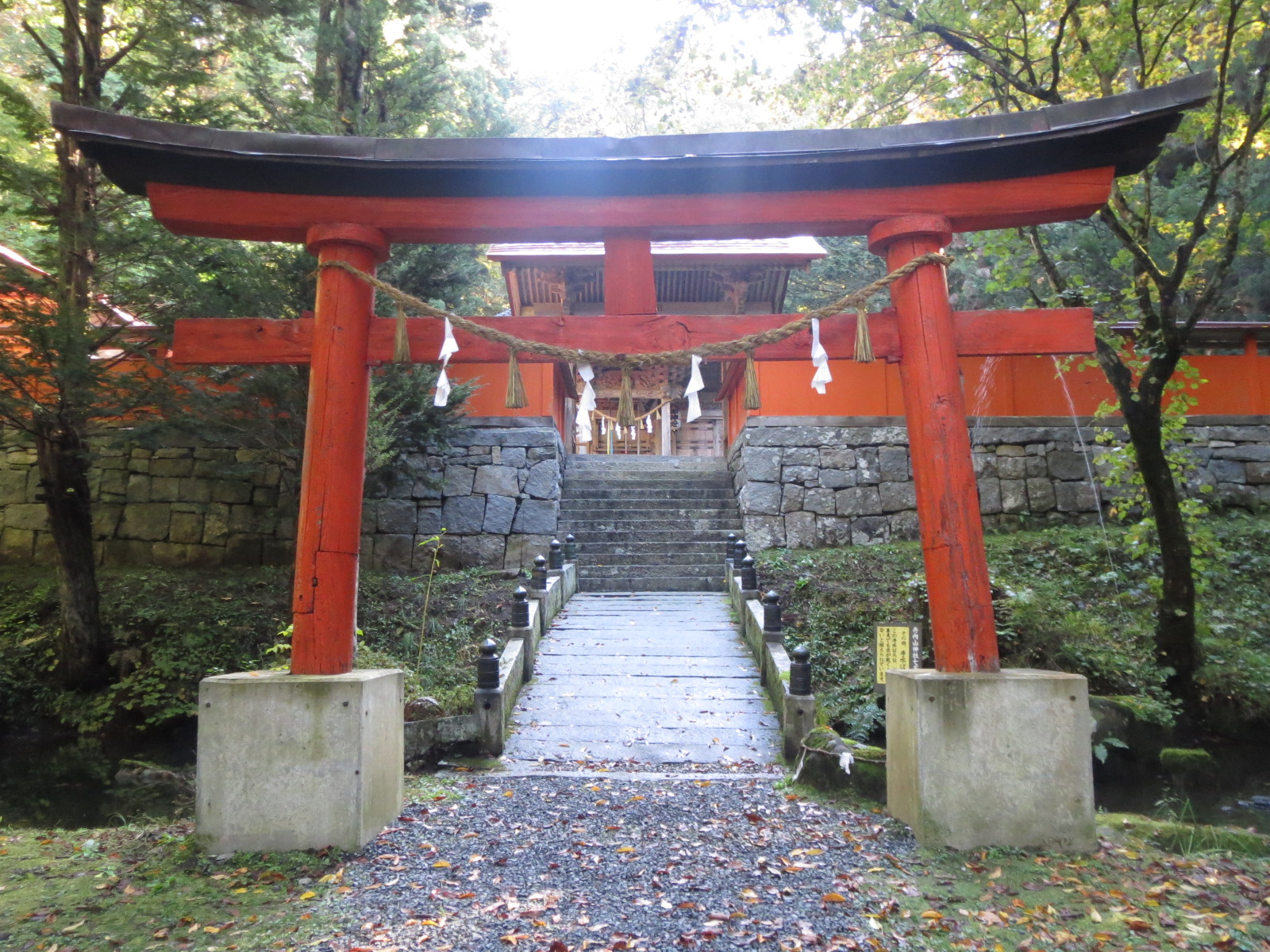
五の鳥居
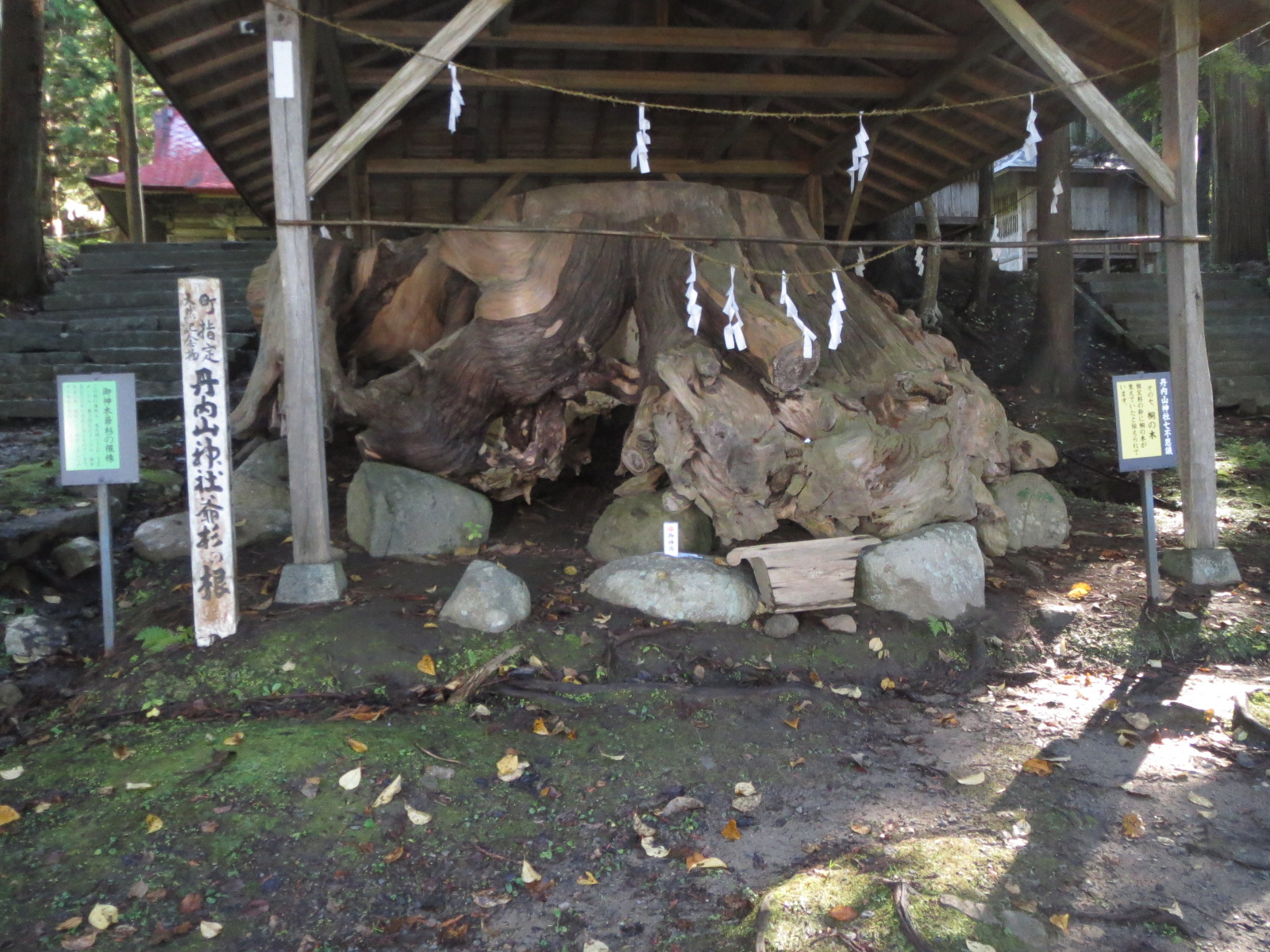
爺杉の根

## 現地情報
所在地
- 岩手県花巻市東和町谷内2-303

交通アクセス
- 東和ICより車15分